# 李雲 (後漢)
李 雲（り うん、生年不詳 - 160年）は、後漢の官僚。字は行祖。本貫は甘陵国甘陵県。

## 経歴
学問を好み、陰陽を得意とした。孝廉に察挙され、2回転任して白馬県令となった。
159年（延熹2年）、大将軍の梁冀が邸を包囲されて自殺し、中常侍の単超ら5人が梁冀を討った功績で列侯に封じられ、人事の権限を掌握した。鄧猛女が皇后に立てられ、皇后の兄の鄧康が比陽侯となり、弟の鄧統が昆陽侯となり、鄧統の従兄の鄧会が安陽侯となり、鄧統の弟の鄧秉が淯陽侯となって、巨万の賞賜を受けた。このころ地震が相次ぎ、災害が頻発していた。160年（延熹3年）、李雲は王朝の将来に危惧をいだき、上書して桓帝を諫めた。桓帝は激怒して李雲を逮捕させ、黄門北寺の獄に送らせ、中常侍の管覇に取り調べさせた。弘農五官掾の杜衆は李雲が忠諫によって罪をかぶったことを悲しみ、李雲と同日に死にたいと上書した。桓帝はますます怒って、杜衆を李雲とともに廷尉に下した。大鴻臚の陳蕃が李雲を救おうと上疏し、太常の楊秉や洛陽市長の沐茂や郎中の上官資らも李雲の釈放を求めた。桓帝の怒りは甚だしく、御史に大不敬を奏上させ、陳蕃や楊秉を免官して郷里に帰し、沐茂や上官資を秩二等の降格処分とした。閏月、李雲と杜衆は獄中で死去した。

## 伝記資料
- 『後漢書』巻57 列伝第47